# Moka Efti
Unter dem Namen Moka Efti betrieb der griechischstämmige Kaufmann mit italienischem Pass Giánnis „Giovanni“ Eftimiades zwei Gastronomiebetriebe in Berlin, 1926 das erste Moka Efti und später das Moka Efti am Tiergarten. Der Name leitete sich aus den Worten ‚Moka‘ für Griechischen Kaffee und den ersten beiden Silben des Nachnamens des Betreibers Eftimiades ab.

## Moka Efti
Aus Italien kommend hatte sich Eftimiades in Berlin niedergelassen und im März 1926 an der Leipziger Straße Ecke Friedrichstraße das Moka Efti eröffnet. Mit der Hilfe britischer Investoren erwarb er später den gegenüberliegenden 1887–1889 von Carl Schäfer erbauten Equitable-Palast und eröffnete dort im April 1929 auf 2800 m² das Moka Efti neu. Es handelte sich um ein Café- und Tanzhaus mit Fischrestaurant, in dem auch weitere Geschäfte untergebracht waren, beispielsweise ein Friseursalon, ein Billardsalon (Café Kerkau), ein Stenografie-Service und ein Schachsaal, der von Rudolf Elstner geleitet wurde. Zur besseren Erschließung der oberen Stockwerke wurde eine Rolltreppe installiert.
Das Moka Efti entwickelte sich binnen kurzer Zeit zum erfolgreichsten Café Berlins, mit einem Ausschank von 25.000 Tassen am Tag, während es nachts zum beliebtesten Tanzhaus der Stadt wurde.

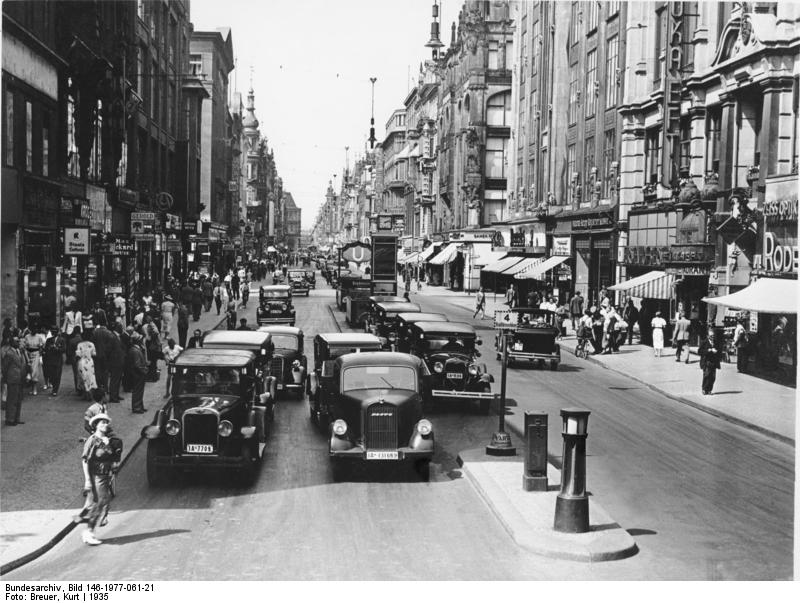
Moka Efti (am rechten Bildrand) in der Friedrichstraße, 1935

1933 verkaufte Eftimiades seine Anteile am Betrieb an die Reform Kaffeehaus Gesellschaft, die es als Tanzlokal weiterführte. Am 4. Februar 1934 buchte es die NSDAP für eine exklusive Propagandaveranstaltung. In dem Stammorchester spielten zu jener Zeit James Kok und Kurt Wege.
Seit 1938 waren rund um das Gebäude, in dem auch das Orchester von Erhard Bauschke spielte, Schilder mit der Warnung aufgestellt, dass Swingtanzen verboten sei. „Kellner gingen gegen Zuwiderhandelnde höflich, aber entschieden vor.“ Diese Verbote kamen „in jedem Fall mit ausdrücklicher Unterstützung durch das Berliner Regime“; 1939 zogen die Wehrmacht und NS-Parteiorgane nach.

## Moka Efti am Tiergarten

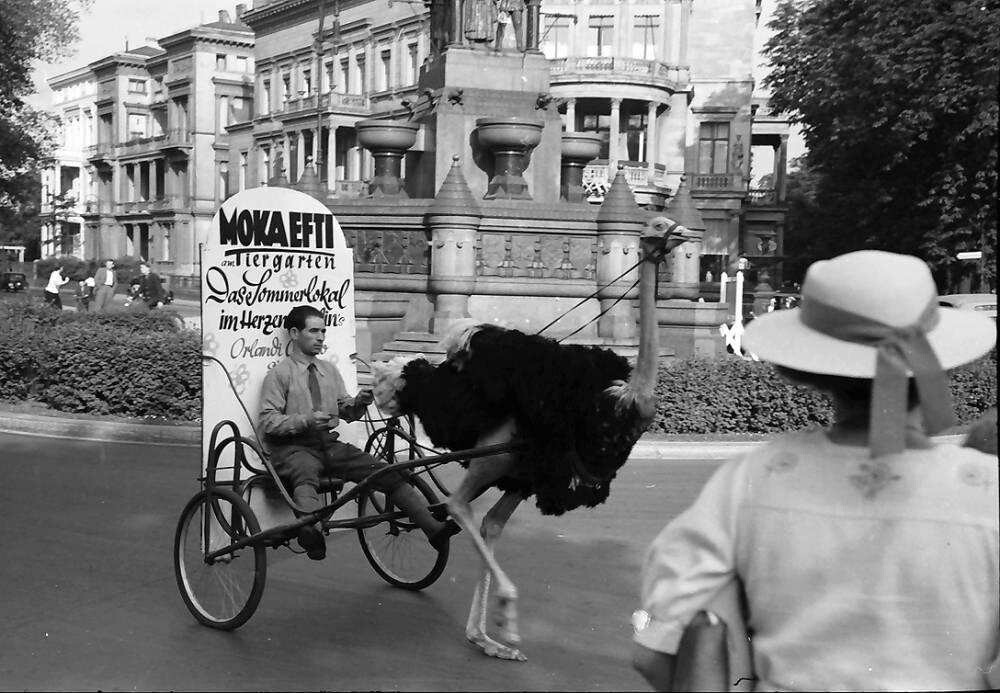
Straßenwerbung mit Strauß, 1938

Eftimiades übernahm 1933 das vormalige Café Schottenhaml am Kemperplatz (1933–1945: Skagerrakplatz) im damaligen Haus am Tiergarten, Viktoriastraße 37 Ecke Bellevuestraße 11. Er baute das Café zum 1550 m² großen Tanzlokal Moka Efti am Tiergarten um. Die Einrichtung beinhaltete viele Metallflächen, Wasserfälle und exotische Vögel. Eine historische Aufnahme zeigt einen mit Werbetafeln versehenen Sulky vor dem Rolandbrunnen, der von einem Strauß gezogen wurde. Tango und Swing gehörten zum musikalischen Standardprogramm.

## Ende und Nachleben
Beide Lokale wurden 1943 bei einem alliierten Luftangriff zerstört. Eftimiades zog nach 1945 nach Frankfurt am Main, wo er nach einem wirtschaftlich erfolglosen Versuch, als Verleger Fuß zu fassen, verarmt starb. Die Marke ‚Moka Efti‘ wurde später als italienische Kaffeemarke neu belebt, ebenso als Bandname (Moka Efti Orchestra) genutzt.
In der Fernsehserie Babylon Berlin stellt der Zuschauerraum des Kinos Delphi in Berlin-Weißensee den Innenraum des Moka Efti dar. Das Moka Efti aus der Serie weicht jedoch in seiner Architektur und der fiktionalen Nutzung als Bordell und Vorläufer einer Art „In-Disco“ vom echten Kaffee- und Tanzhaus Moka Efti ab. Seine gläserne Fassade baute Uli Hanisch im Studio Babelsberg in der Kulissenlandschaft Neue Berliner Straße.